# صنهاجة (لقنت)

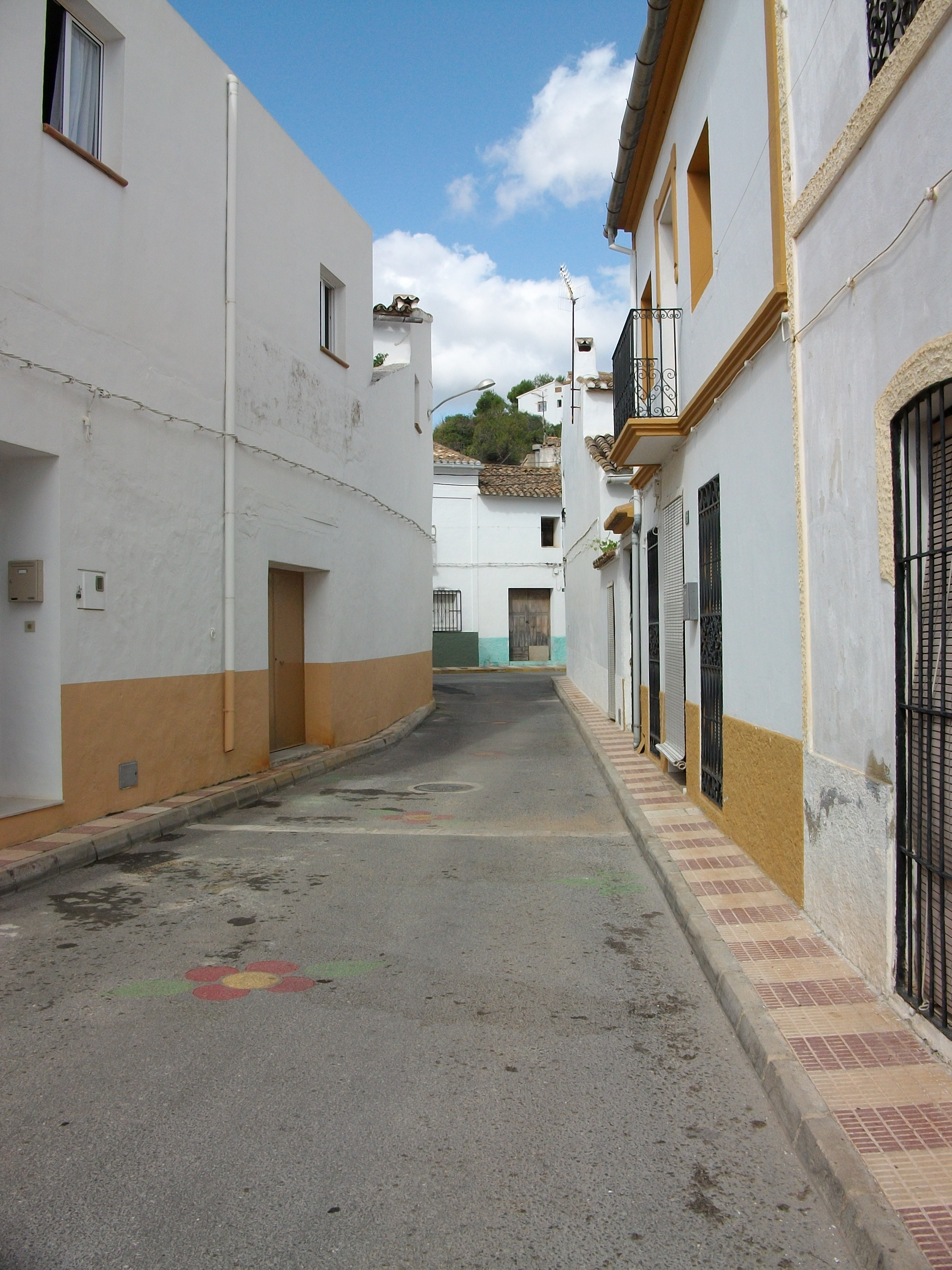

صنهاجة هي قرية في مقاطعة لقنت ومجتمع مستقل من بلنسية بإسبانيا. تبلغ مساحة البلدية 4.8 كيلومتر مربع (1.9 ميل2) بلغ عدد سكانها 661 شخصًا عام 2011.